# Gatti in agguato
Gatti in agguato (Puss Café) è un film del 1950 diretto da Charles A. Nichols. È un cortometraggio animato della serie Pluto, prodotto dalla Walt Disney Productions e uscito negli Stati Uniti il 9 giugno 1950, distribuito dalla RKO Radio Pictures.

## Trama
Milton il gatto rimane affascinato dal giardino in cui Pluto vive e, raggiunto il bidone in cui vive il suo amico Richard, lo conduce sul posto. I due gatti entrano nel giardino e cominciano a bere del latte, ma vengono cacciati via da Pluto. Mentre Pluto dorme sull'amaca, Milton e Richard rientrano nel giardino e provano ad acchiappare degli uccellini, ma il piano fallisce e sono costretti a fuggire dalla furia del cane. Provano ancora a entrare e, usando l'amaca come l'elastico di una fionda, proiettano Pluto fuori dal giardino. Questa volta provano a catturare i pesci di una vasca d'acqua, ma anche questo piano è sventato da Pluto. I due felini fuggono e intrappolano Pluto nel bidone della spazzatura di prima. Poco dopo il cane fugge via, terrorizzato da un gatto enorme all'interno del contenitore.

## Distribuzione

### Cinema
- Pippo, Pluto, Paperino supershow (1973)[1][2]

### Edizioni home video

#### VHS
- Pippo, Pluto, Paperino Supershow (gennaio 1984)[2][3]
- Pippo, Pluto, Paperino Supershow (aprile 1990)[4]

#### DVD
Il cortometraggio è incluso, come contenuto speciale, nell'edizione DVD di Oliver & Company.